# Anton Diakov

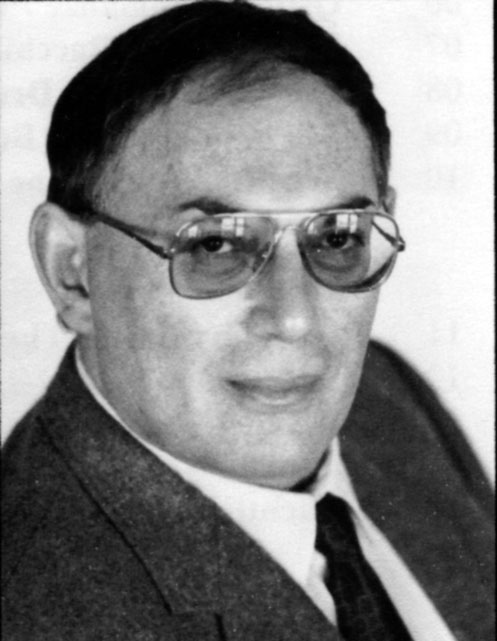
Anton Diakov

Anton Diakov, bulgarisch Антон ДЯКОВ (geb. 9. Dezember 1934 in Sofia, gest. 24. Juni 2016) war ein bulgarisch-schweizerischer Opern- und Konzertsänger (Bass). Diakov war von 1968 bis 2000 fest am Theater Basel engagiert.

## Leben
Diakovs Vater war bulgarischer Botschafter in verschiedenen europäischen Staaten, wodurch er seine Kindheit unter anderem in Madrid, Paris, Belgrad, Ankara und Istanbul verbrachte. An der polytechnischen Hochschule in Sofia absolvierte er zunächst ein Studium der Architektur. Gleichzeitig nahm er privat Gesangsunterricht und konnte bald öffentlich auftreten. Bei Gesangswettbewerben in Bulgarien errang er mehrere erste Preise. 1958 schloss er sein Architekturstudium ab, arbeitete zunächst in der staatlichen Industrie und im Städtebau. Zugleich wurde er mit Konzertauftritten als Sänger bekannt. Radio Sofia machte mit ihm erste Studioaufnahmen. Das ermutigte ihn, eine professionelle Gesangslaufbahn einzuschlagen.
1961 verließ Diakov Bulgarien und den Ostblock. In Rom setzte er seine Sängerausbildung an der Accademia di Santa Cecilia fort, arbeitete dabei aber weiter als Architekt. Während des Studiums wurde er als einziger Nicht-Italiener ins Studio des Teatro dell’Opera di Roma aufgenommen und dort Schüler von Luigi Ricci. In Accademia-Konzerten machte er sich im römischen Musikleben bekannt und erhielt zunehmend Einladungen zu Auftritten, wodurch er seine Arbeit als Architekt zurückstellen konnte. Im Sommer 1962 hatte er in Rom sein Operndebüt – als „Il Re“ in Verdis Aida auf der Freiluftbühne der Terme di Caracalla.

## Aufstieg und Karriere
Bald folgten diverse Einzelengagements und auch Tonaufnahmen. Bei der EMI konnte Diakov 1962–1963 seine ersten Einspielungen machen – als Rangoni neben Boris Christoffs Boris, Pimen und Varlaam in dessen zweiter Gesamtaufnahme des Boris Godunow unter André Cluytens, dann neben Rita Gorr und Jon Vickers als Abimelech und Alter Hebräer in Georges Prêtres Gesamteinspielung von Saint-Saëns’ Samson et Dalila. 1963 wurde Diakov an die Metropolitan Opera New York engagiert. Hier debütierte er als Colline in Puccinis La Bohème; es folgten Ferrando in Verdis Trovatore und Raimondo in Donizettis Lucia di Lammermoor.
In den Spielzeiten 1963–65 war Diakov Ensemblemitglied am Opernhaus Frankfurt a. M., ab Herbst 1965 am Staatstheater Bremen. Dort wirkte er bei Operninszenierungen in der Regie des späteren Theaterleiters Götz Friedrich mit. Von Bremen aus gastierte er an zahlreichen mittleren und großen Opernhäusern Deutschlands und Europas. Sein Durchbruch kam 1965–67: Herbert von Karajan, damals Leiter der Salzburger Festspiele, holte ihn für seine Produktion von Boris Godunow im großen Festspielhaus, neben dem Titelrollenträger Nicolai Ghiaurov als Warlaam – dessen große Szene und Ballade wurde zum „Gustostück“ des Publikums dreier Festspielsommer und zog weitere Auftrittsangebote nach. Karajan engagierte Diakov auch als Zuniga für seine Produktion von Bizets Carmen.
1968 nahm Diakov ein Angebot des Regisseurs Werner Düggelin an, bei dessen Amtsantritt als Intendant des Theaters Basel als erster Bassist in dessen Opernensemble zu kommen. Wenig später folgte ein gleiches Angebot vom Opernhaus Zürich. Im Rückblick erwies sich das Basler Engagement als Glücksfall für die Entwicklung von Diakov: in Basel existierte noch kein Stagione-System. Das Haus bot einen breitgefächerten Spielplan mit jährlichen Neuinszenierungen von Werken aller Kulturkreise, Sparten und Stile, meist in Originalsprachen: Mozart, Verdi, Wagner, Puccini, Strauss, Opera buffa, Opéra comique, auch slawische Volksoper, Universalrepertoire vom Barock bis zur Moderne, mit einer Fülle von Aufgaben für einen Fachprotagonisten. Diakov nutzte die Chance zum Aufbau eines breiten Spektrums an Bühnengestalten und zur Aneignung unterschiedlicher Musikrichtungen, Gesangsweisen, darstellerischer Möglichkeiten. Er erarbeitete sich Dutzende gegensätzlicher Partien in Werken aller Art unter prominenten Dirigenten und Regisseuren. Das Basler Haus ließ ihm Freiraum für weltweite Gastauftritte.

## Rollen, Sparten, Auftritte

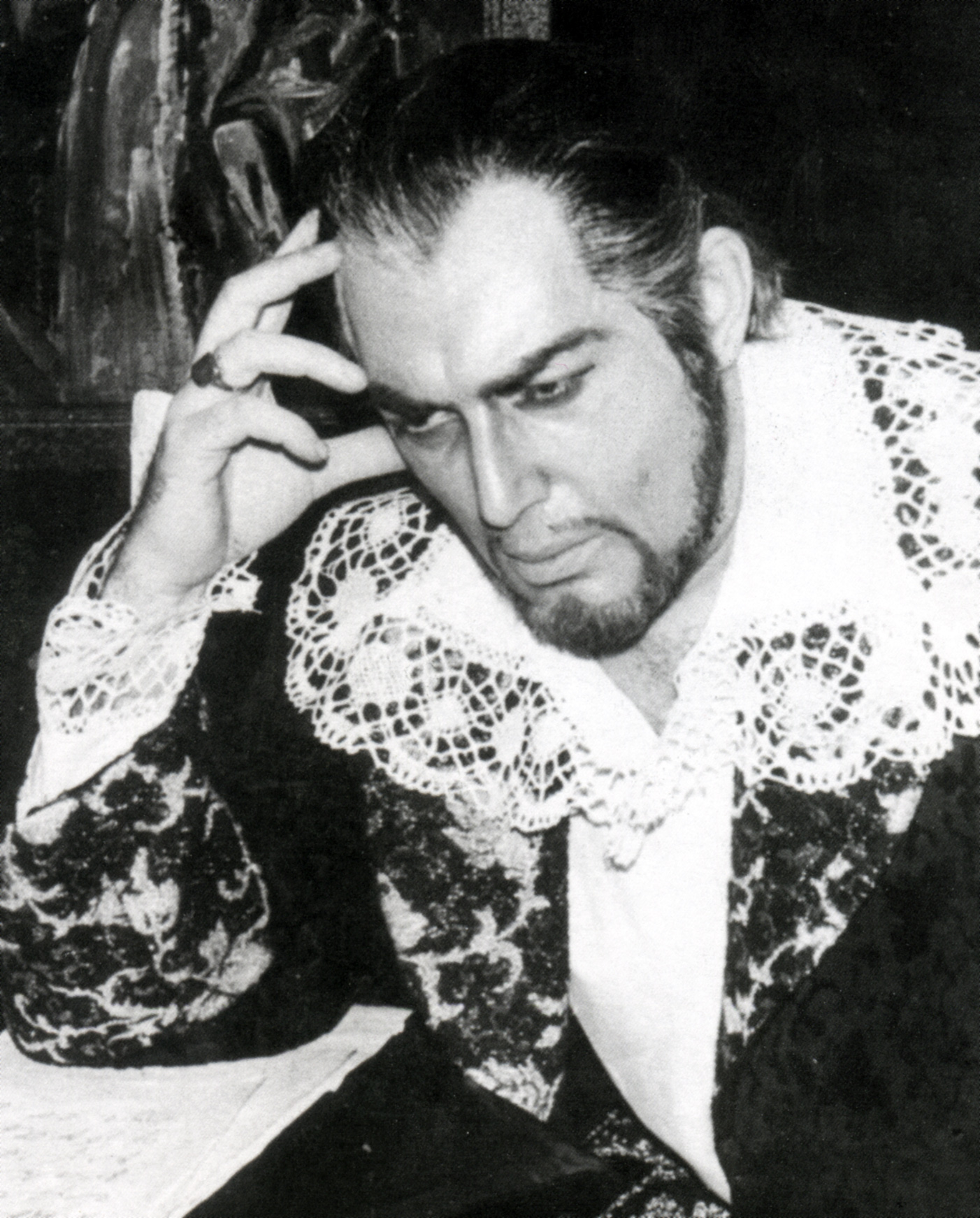
Anton Diakov als Filippo II. in Verdis Don Carlo

33 Jahre lang blieb Diakov am Basler Opernhaus und gestaltete die wesentlichen Bassfächer – im Zentrum die dominanten Partien von Verdi und Wagner, doch auch im Belcanto, französischen und slawischen Repertoire, dazu Basspartien des deutschen Fachs und aus der Moderne. Auch in Monteverdis Orfeo, Cavalieris Rappresentazione, Carl Orffs De temporum fine comoedia (jeweils bei den Salzburger Festspielen 1971–73) oder in Erstaufführungen wie der Haydn-Oper Orlando paladino und in Janáčeks Aus einem Totenhaus trat er auf.
Seit den 1970er Jahren gastierte Anton Diakov international. So als Pate im Jahrmarkt von Sorotschinsk und als Warlaam in Boris Godunow an der Mailänder Scala; als Sarastro in der Zauberflöte, Kaspar im Freischütz und Raimondo in Lucia di Lammermoor an der Wiener Volksoper; als Sparafucile in Rigoletto und Guardiano in der Macht des Schicksals an der Württembergischen Staatsoper; als Méphistophélès in Faust an der Bayerischen Staatsoper, als Eremit im Freischütz an La Monnaie Brüssel; als Warlaam an der Grand-Opéra Paris und am Royal Opera House Covent Garden London; als Alvise in La Gioconda am Gran Teatre del Liceu in Barcelona; als Rocco in Fidelio und Hunding am São Carlos Lissabon; als Großinquisitor in Don Carlos, erneut Guardiano und Don Pizarro (Fidelio) in Zürich; mit den Hoffmann-Bösewichtern, Sparafucile und Arkel in Pelléas et Mélisande am Grand Théâtre de Genève; mit Wagner und deutschen Fachpartien in Torino, Parma, Lyon, Toulouse, Bordeaux, Nantes, Lille, Marseille; mit gemischtem Repertoire in Graz, Klagenfurt, Köln, Bremen, Mannheim, Kiel. Ein Höhepunkt seiner Gastlaufbahn waren Auftritte im befreiten Südafrika, so 1989 in Johannesburg mit Mozarts Bartolo und Commendatore, Beethovens Rocco und Nicolais Falstaff.
Im Unterschied zu manch anderen osteuropäischen Basso-Opernsängern betätigte sich Diakov auch als Konzertsänger, so als Solist in Oratorien, Orchester- und Kammermusikwerken, zugleich mit klassischen Liedprogrammen, darunter Werkgruppen osteuropäischer Komponisten: Glinka, Mussorgskij, Borodin, Tschaikowsky, Rubinstein, Dargomischskij, Rachmaninow, Glasunow, Prokofjew, bis zu Schostakowitsch und Tscherepnin. Sein Konzertrepertoire umfasste die großen Werke der abendländischen Musik, von Bach und Händel über Mozart, Schubert, Brahms bis zur Gegenwart.
1973 schuf sich Diakov neben Basel und Salzburg einen Wohnsitz am Genfer See, später noch eine Adresse in Sofia. Er wurde Schweizer Staatsbürger und hatte in der Schweiz Konzertauftritte, Rundfunksendungen und hielt Vorträge. Für seine „Beiträge zur Europäischen Kultur“ wurde ihm der Titel „Prof. h.c.“ verliehen. Nach der friedlichen Revolution in Osteuropa kehrte er 1992 nach 31 Jahren erstmals wieder nach Bulgarien zurück. Dort wurden ihm zahlreiche Ehrungen zuteil; es erschienen Radio- und TV-Portraits, Features und Interviews. Zuvor war seine Autobiographie „Anton Diakov – Leben und Kunst“ erschienen. 2000 ging Diakov am Opernhaus Basel in den Ruhestand.

## Wirkung und Bedeutung
Anton Diakov hat an 85 Opernhäusern 101 Bühnenpartien gesungen und ist in Hunderten von Solo-, Chor- oder Orchesterkonzerten aufgetreten. Unter seinen Radioaufnahmen sind mehrere Uraufführungen, so die erste außerrussische Darstellung des Zyklus op. 145, der „Michelangelo-Lieder“ von Dmitri Schostakowitsch.
Anton Diakov ist in Produktionen der Schallplattenindustrie spärlich repräsentiert, Aufnahmen gbit es vor allem in Rundfunkarchiven: in Bachs Matthäus-Passion unter Karajan, in Händels Samson unter Markevitch, in Verdis Requiem unter Frühbeck de Burgos, in Dvořáks Stabat Mater unter Dohnányi, im Boris Godunov unter Bertini und Segal, in Liedzyklen russischer Komponisten und mit osteuropäischer Folklore und sogar mit Loewe-Balladen, in Industrieproduktionen auch mit Prokofievs Krieg und Frieden unter Rostropovich und Wagners Meistersingern unter Kubelik. In Metropolen, auf deren Opernbühnen er nicht auftrat (wie etwa Berlin und Hamburg), war er als Konzertsänger vielfach präsent. Bei europäischen Rundfunkanstalten hat er an die 1.600 Lieder und Konzertstücke eingespielt. Er arbeitete als Produzent und Moderator für die SRG-Sender Bern und Genf; von ihm stammen die Sendefolgen „Vokalmusik der Süd- und Ostslawen“ und „Die Wurzel der orthodoxen Kirchenmusik“.

## Auszeichnungen
- 2005 verliehen ihm Parlament und Staatspräsident Bulgariens die Klasse I des höchsten Kulturordens, den „Orden der Heiligen Kyrill und Methodius“.

## Tondokumente
- Edition Anton Diakov / 11 CDs in 3 Boxen / Hamburger Archiv für Gesangskunst
- Mussorgskij / Boris Godunov / Rangoni (André Cluytens) / EMI
- Mussorgskij / Boris Godunov / Varlaam (Herbert von Karajan) / EMI
- Bizet / Carmen / Zuniga (Herbert von Karajan) / EMI
- Saint-Saëns / Samson et Dalila / Abimelech + Hebräer (Georges Prêtre) / EMI
- Wagner / Die Meistersinger von Nürnberg / Hermann Ortel (Rafael Kubelik) / Calig
- Weber / Der Freischütz / Eremit (Wolfgang Sawallisch) / MYTO
- Prokofiev / Krieg und Frieden / Bolkonski + Ermotov (Mstislav Rostropovich) / Erato
- Bartók / Herzog Blaubarts Burg / Blaubart (György Lehel) / Hamburger Archiv
- Orff / De temporum fine comoedia / Anachoret (Herbert von Karajan) / DG
- Bach / Matthäus-Passion / Basspartien (Herbert von Karajan) / DG
- Russische Gesänge / VDE Lausanne
- Lieder russischer Komponisten (2 CDs) / Hamburger Archiv